# 劉逵 (明朝)
劉逵（？—？），字武敏，江西撫州府臨川縣人，明末清初政治人物。同進士出身。

## 生平
崇禎三年（1630年）庚午科江西鄉試第一名舉人，崇禎七年（1634年），登甲戌科進士，兵部观政，八年授宝应知县，十四年行取，十五年考选湖广道御史，巡按廣東。
明末國變，舉家避兵，中途被乱兵掠夺，劉逵妻子管氏与十三岁的儿子遇害，劉逵听到後，亦悲愤而亡。

## 家族
曾祖刘廷范，壬辰進士、广东佥事；祖刘弘；父刘象祖。